# تريتش تراتش بولكا

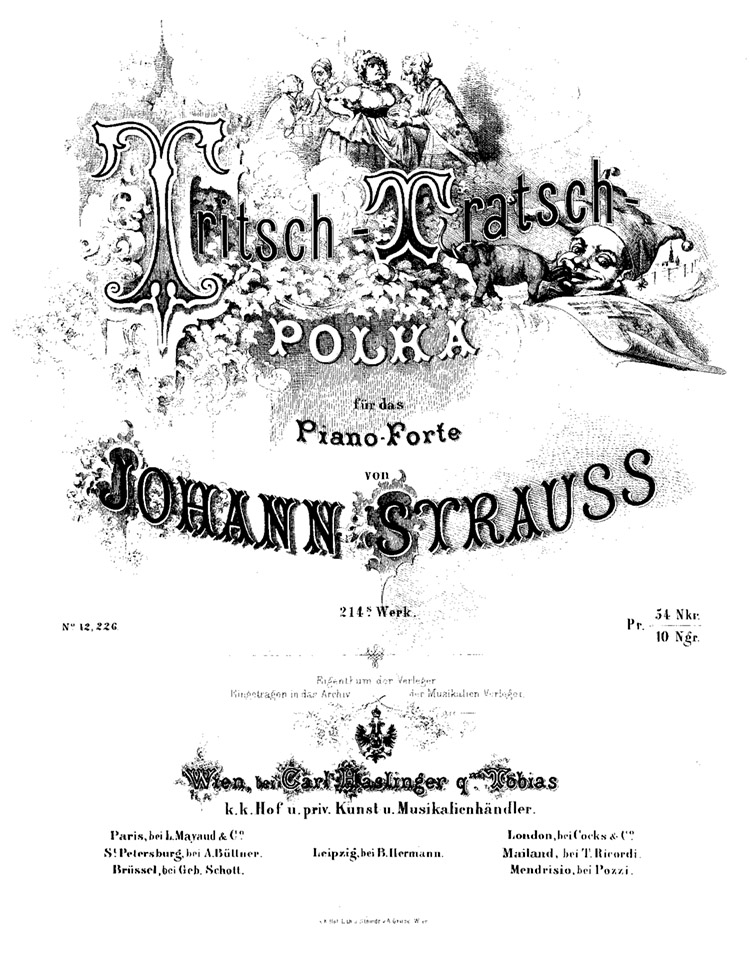

تريتش تراتش بولكا (Tritsch-Tratsch-Polka) رقم العمل 214، هي مقطوعة بولكا هي أحد أعمال الملحن النمساوي يوهان شتراوس الابن. قام بتأليفها عام 1858. بعد عودته من أحد الحفلات الصيفية التي أقامها في روسيا تم عرضها لأول مرة في 24 نوفمبر من نفس السنة.